# Eugeniusz Brzuchowski
Eugeniusz Brzuchowski (ur. w 1919 r., zm. w 2000 r.) – polski inżynier mechanik. Absolwent Politechniki Lwowskiej. Od 1977 r. profesor na Wydziale Mechaniczno-Energetycznym Politechniki Wrocławskiej.
Pochowany na Cmentarzu św. Wawrzyńca we Wrocławiu. 

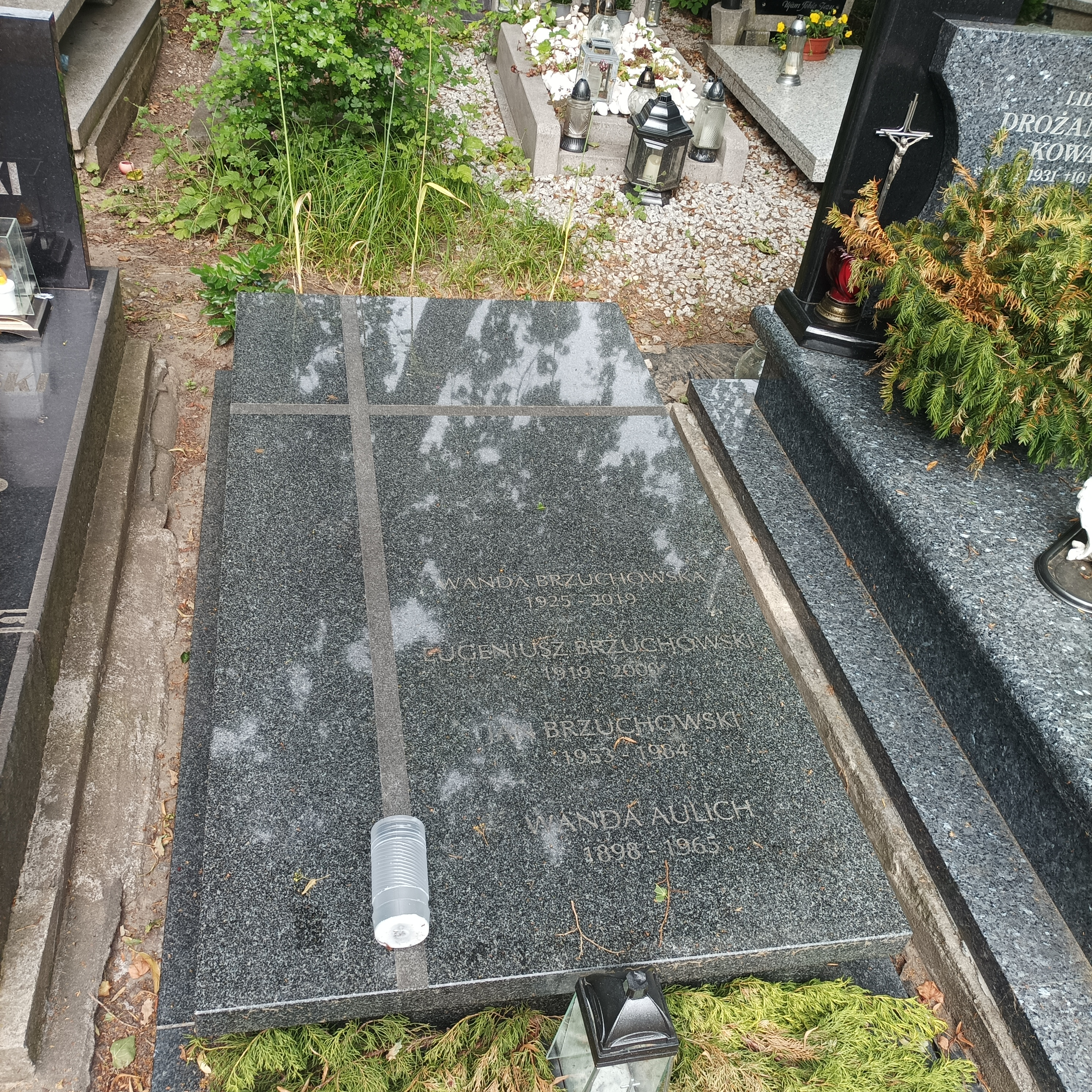
Grób prof. Eugeniusza Brzuchowskiego na Cmentarzu św. Wawrzyńca we Wrocławiu